# Franz Reichel
Franz Reichel (* 31. Mai 1901 in Nürnberg; † 28. Februar 1965 ebenda) war ein deutscher Architekt. 

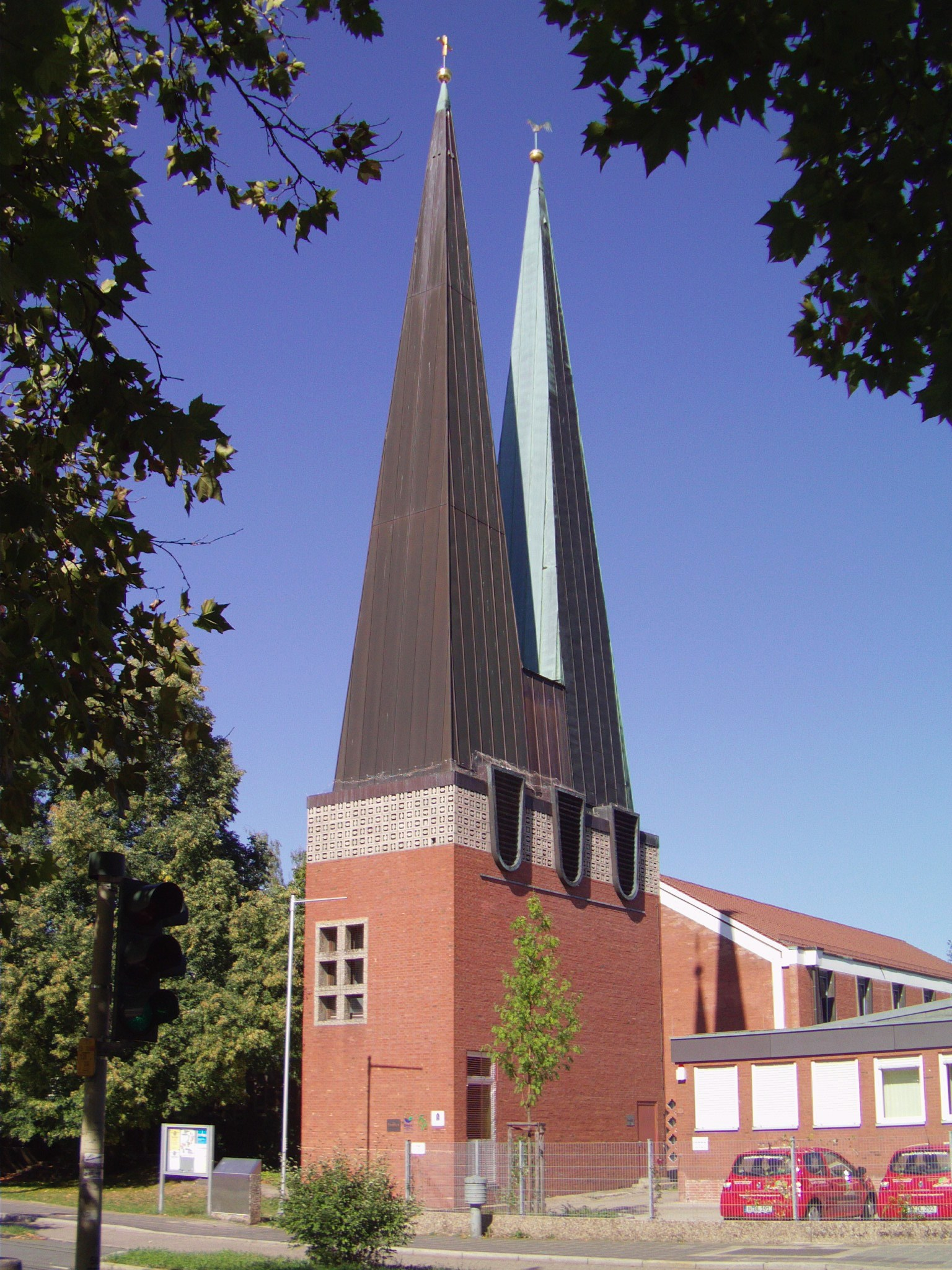
Paul-Gerhardt-Kirche (Langwasser)

## Werdegang
Franz Reichel besuchte nach einer Maurerlehre die Kunstgewerbeschule und die Bauschule in Nürnberg (als Meisterschüler bei Ludwig Ruff) und arbeitete ab 1929 in der kommunalen Bauverwaltung der Stadt Nürnberg. Unter anderem wirkte er am Bau der Frauenklinik mit. Im Zuge der Weltwirtschaftskrise verlor er 1931 diese Stelle und war in der Folge als freischaffender Architekt tätig.
1949 übernahm er gemeinsam mit Friedrich Seegy die Gesamtplanung der anlässlich der Deutschen Bauausstellung in Nürnberg errichteten Mustersiedlung. Er war langjähriger Vorsitzender des Baukunstrates.
Zwischen 1955 und 1965 entstanden nach seinen Planungen über 3500 Wohnungen, darunter die Wohnanlagen Charlottenstraße, „Hohe Marter“, die Wohnblöcke in der Siedlung am Nordostbahnhof, außerdem die Umgestaltung und Modernisierung des Grand Hotels, der Ausbau des Mautkellers, die Planung von vielen Einfamilienhäusern, Hotels, Kinos, Verwaltungsgebäuden sowie das Wasserwerk Mühlhof, die Anlagen des Happurger Stausees und die Stadterweiterungen von Kulmbach und Coburg. Ende der 1950er Jahre gewann er mit seinem Entwurf den Wettbewerb für ein Neubaugebiet mit 40.000 Einwohnern; die Pläne waren Grundlage für den Bau der Trabantenstadt Langwasser im Südosten Nürnbergs. Einige Bauten des neuen Stadtteils wurden auch von Reichel selbst entworfen, so die Paul-Gerhardt-Kirche und die ECA-Siedlung, eines von 15 Wohnungsbauprojekten, die im Rahmen des Marshallplans gefördert wurden. Die Siedlung umfasste etwa 300 Wohnungen.

## Bauwerke
- Kleine Eigenheime, Siedlung Nürnberg-Buchenbühl
- 1935: Verwaltungsgebäude des Siedlungswerks Nürnberg
- 1935–1940: Wohnhaus, Rückersdorf-Ludwigshöhe; Tankanlage mit Wohnhaus an der Reichsautobahn, Schönbrunn; Getreidesilo, Eger
- 1950: Fassade des Warenhauses Kaufhof, Nürnberg
- 1951: ECA-Siedlung, Langwasser
- 1955: Happurger See
- 1956: Wettbewerbsgewinn Gesamtbebauungsplan für Langwasser mit Hermann Scherzer und Hermann Thiele
- 1960–1961: Paul-Gerhardt-Kirche, Langwasser

## Ehrungen
- 1955: Großer Kulturpreis der Stadt Nürnberg
- Paul-Gerhardt-Kirche ist Baudenkmal von Langwasser[4]
- Warenhauses Kaufhof ist Baudenkmal von Nürnberg[5]

## Ehemalige Mitarbeiter
- Hermann Scherzer